# Wohnpark Alterlaa

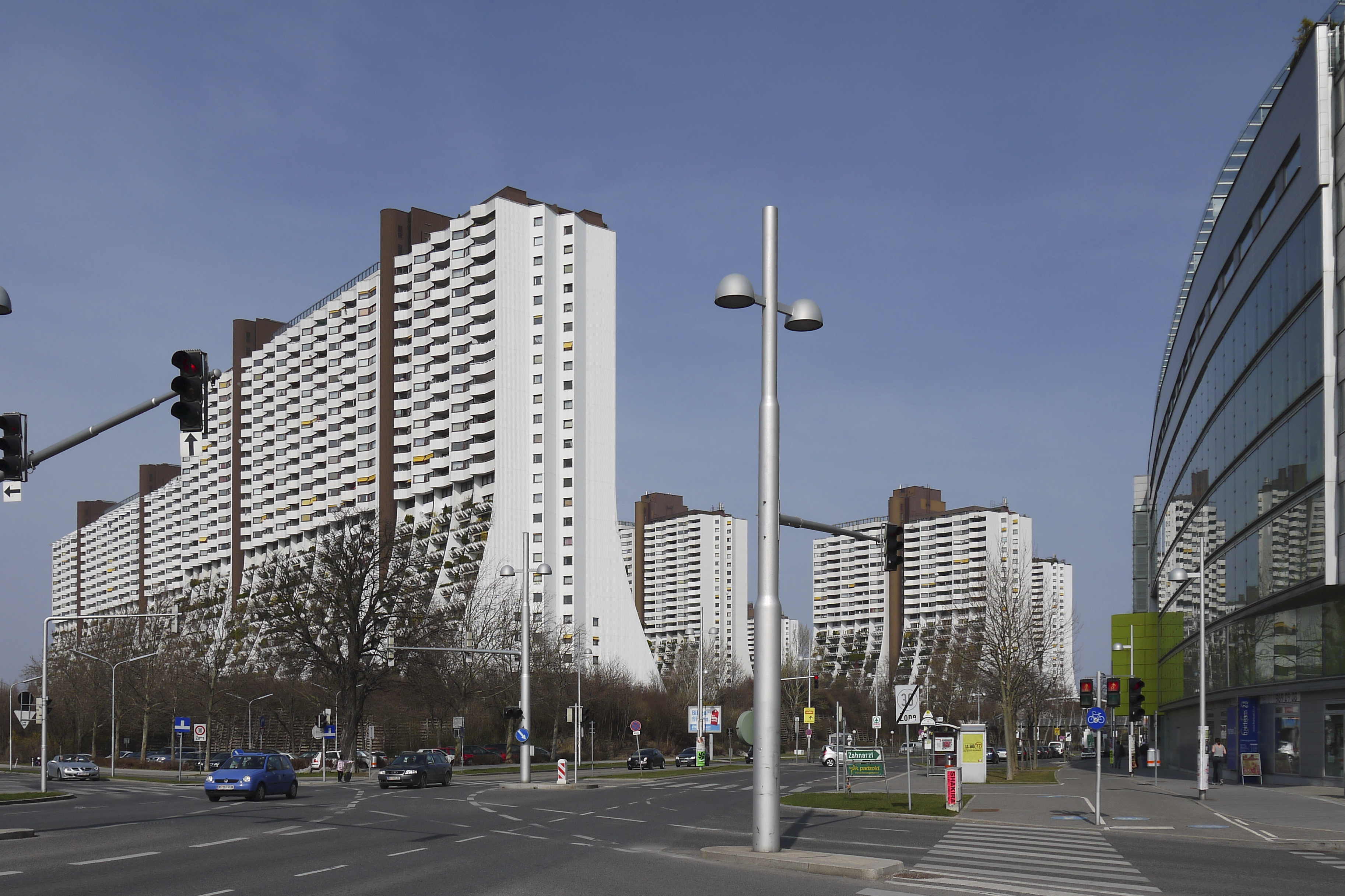
Westseite des Wohnparks Alterlaa

Der Wohn- und Kaufpark Alterlaa ist eine der größten Wohnanlagen Österreichs und bildet eine Stadt in der Stadt Wien mit vollständiger Infrastruktur.
Die Anlage gilt als Vorzeigeprojekt der funktionierenden Satellitenstadt der 1970er Jahre, oft als Gegenbeispiel der nahe gelegenen Siedlung Am Schöpfwerk.

## Baubeschreibung

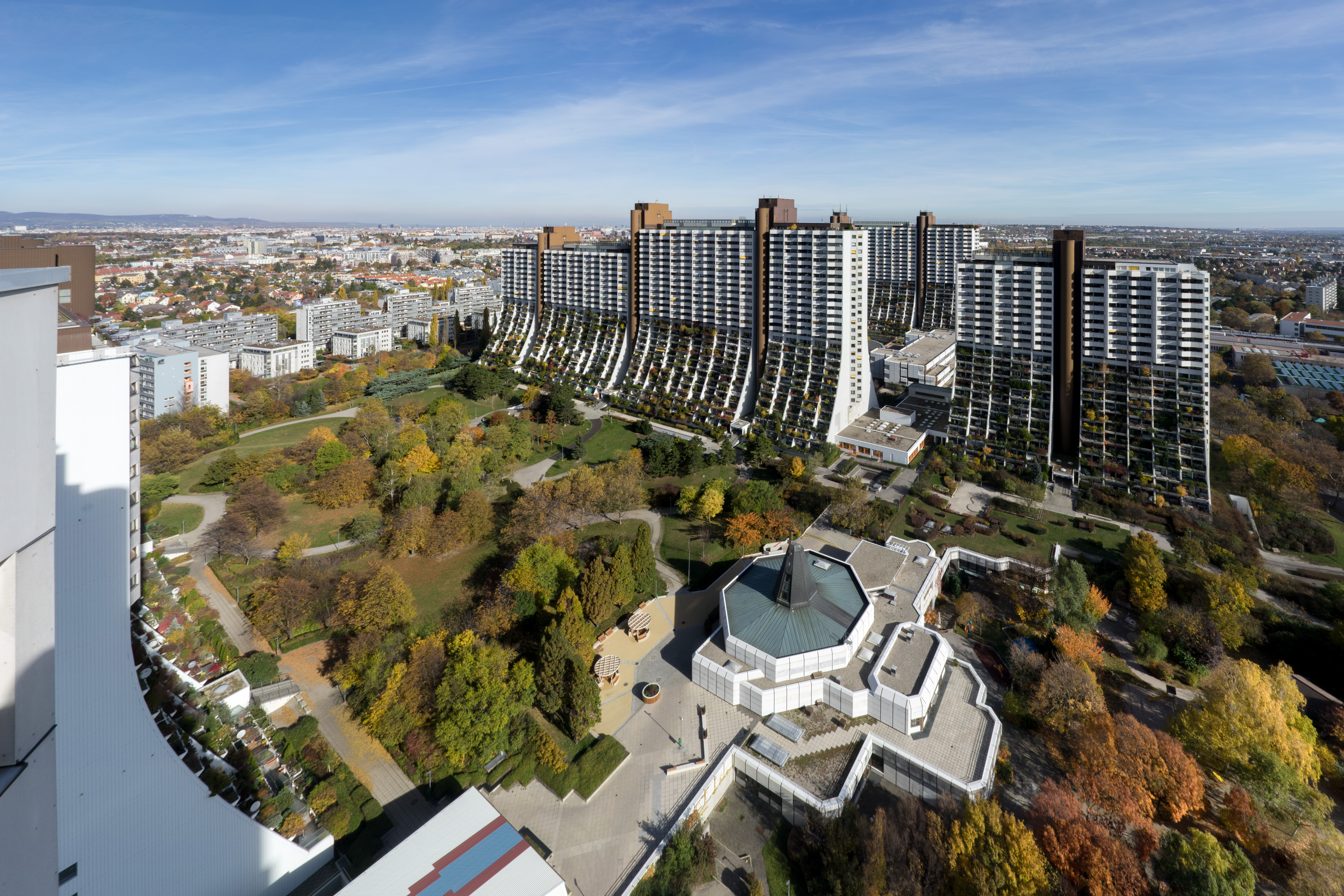
Der Park zwischen den Blöcken wurde nach Harry Glück benannt

Der Wohn- und Kaufpark Alterlaa befindet sich im Süden Wiens im 23. Wiener Gemeindebezirk Liesing an der Grenze der Bezirksteile Inzersdorf (Block A) und Atzgersdorf (Blöcke B und C) – entgegen dem Namen liegt der Komplex nicht in Erlaa, ist aber nach dem nahe gelegenen Schloss Alterlaa benannt.
Auf einem Areal von 240.000 m² finden ca. 3.200 großteils familientaugliche Wohnungen (65 % der Wohnungen mit mindestens 3 Zimmern, durchschnittliche Größe 74,5 m²) für derzeit ca. 9.000 Personen Platz, außerdem ein Einkaufszentrum, Ärztezentren, Schulen, Kindergärten, Spielplätze, Tennisplätze, stadtparkgroße Grünflächen, ca. 3.400 Parkplätze und diverse Einrichtungen der Naherholung sowie Verwaltungseinrichtungen. Er wurde in den Jahren 1973 bis 1985 (Planungsbeginn 1968) im Süden Wiens (Aufbauachse Wien-Süd) als neues Wohngebiet von der Gesiba nach Planung der Arbeitsgemeinschaft von Harry Glück & Partner, Kurt Hlaweniczka und Requat&Reinthaller gebaut. Die Anordnung der Wohnungen folgt dabei Harry Glücks Konzept des „gestapelten Einfamilienhauses“ in Form von Terrassenwohnungen. Zur Ergänzung dieses Konzepts gibt es bis in den 12. Stock Pflanztröge von knapp 4 m², die auch als Sichtschutz und Kleinstgarten dienen. Darüber hat jede Wohnung zumindest eine Loggia als privaten Freiraum. Diese weist dabei einen Knick auf, der den freien 180°-Blick nach Norden und Süden ermöglicht. Die Wohnungen folgen dem immer noch gültigen Konzept von Wohnküchen und getrennt begehbaren Schlafräumen sowie einer großen Anzahl von Schrankräumen. Bei den größeren Wohnungen ist ein zweites Badezimmer vorgesehen. Insgesamt wurden 35 Grundrisstypen geplant. 
Die drei 400 Meter langen Zeilen (Blöcke) in Nord-Süd-Ausrichtung mit je einer Lücke von 40 Metern sind 23 bzw. 27 Stockwerke hoch. Die höheren Blöcke A1–A3, B3–B5 und C1–C4 sind dabei 85,1 Meter, die niedrigeren 73,6 Meter hoch. Pro Stiegenhaus gibt es vier Hochgeschwindigkeitsfahrstühle, die notstromgesichert sind. Block A hat eine Wohnnutzfläche von 91.000 m², bei Block B und C sind es je 98.000 m². Die Entfernung zwischen den Blöcken beträgt 140 Meter am Sockel und 170 Meter in den oberen Stockwerken. Block A wurde ab 1976, Block B ab 1978 und Block C ab 1985 bezogen. Die unteren beiden Stockwerke bilden dabei die Ebenen mit Parkplätzen, bieten aber auch Platz für eine Müllsammelstelle der MA48 (für Hausmüll gibt es Müllklappen) und diverse technische Einrichtungen. Seit 1995 besteht mit der U-Bahn-Station Alterlaa ein direkter Zugang zur U-Bahn-Linie U6. Zu Ehren Harry Glücks wurde im Februar 2015 anlässlich seines 90. Geburtstags die bis dato namenlose, 123.000 m² große Grünfläche (also knapp 2 Drittel des Gesamtareals von 20 ha) um den Wohnpark Harry-Glück-Park benannt.

## Infrastruktureinrichtungen
Um die Wohnanlage nicht als „Schlafsiedlung“ zu betrachten, sondern auch deren Freizeit dort zu ermöglichen, wird ein großzügiges Angebot an Gemeinschaftseinrichtungen bereitgestellt. Das Markenzeichen von Harry Glück stellt dabei ein begehbares Dach mit Pool dar, von denen es im Wohnpark insgesamt sieben gibt. Diese sollen die „bandbildende Funktion“ einnehmen, wie es früher der Kirchenplatz oder das Wirtshaus getan hat. Weiters wurden auf den Dächern Saunen untergebracht. Im Bauch der nach oben hin schmäler werdenden Gebäude befinden sich sieben Hallenbäder, Tepidarium, Solarien und Infrarotsaunen. In diesem „schwarzen Dreieck“ finden sich weiters derzeit 32 Klubräume. Diese Räume wurden ohne Boden, unmöbliert und ohne vorbestimmten Zweck an mehr als 30 Vereine übergeben. Auch die sieben Schlechtwetterspielplätze sind im Gebäudeinneren untergebracht. Als private Institutionen sind dabei der Fernsehsender WPTV und die für Bewohner unentgeltliche Monatszeitung Wohnpark Alterlaa Zeitung – WAZ hervorgegangen. Eine im Wohnpark angesiedelte Hausverwaltung mit 50 Mitarbeitern kümmert sich um die Instandhaltung der Infrastruktur und die Grünpflege.
Regelmäßige Studien bescheinigen dem Wohnpark eine sehr hohe Wohnzufriedenheit. Es zeigt sich zudem, dass die Bewohner mehr Zeit zu Hause verbringen als Bewohner vergleichbarer Anlagen. Im eigenständig organisierten Kaufpark finden sich Geschäfte, eine Bibliothek und mehrere Restaurants. Die Bewohner werden in allgemeinen Belangen gegenüber dem Eigentümer, der Alterlaa-AG, an der jeder Bewohner auch mit einer Aktie beteiligt ist, von einem alle drei Jahre gewählten Gremium, dem Mieterbeirat, vertreten.

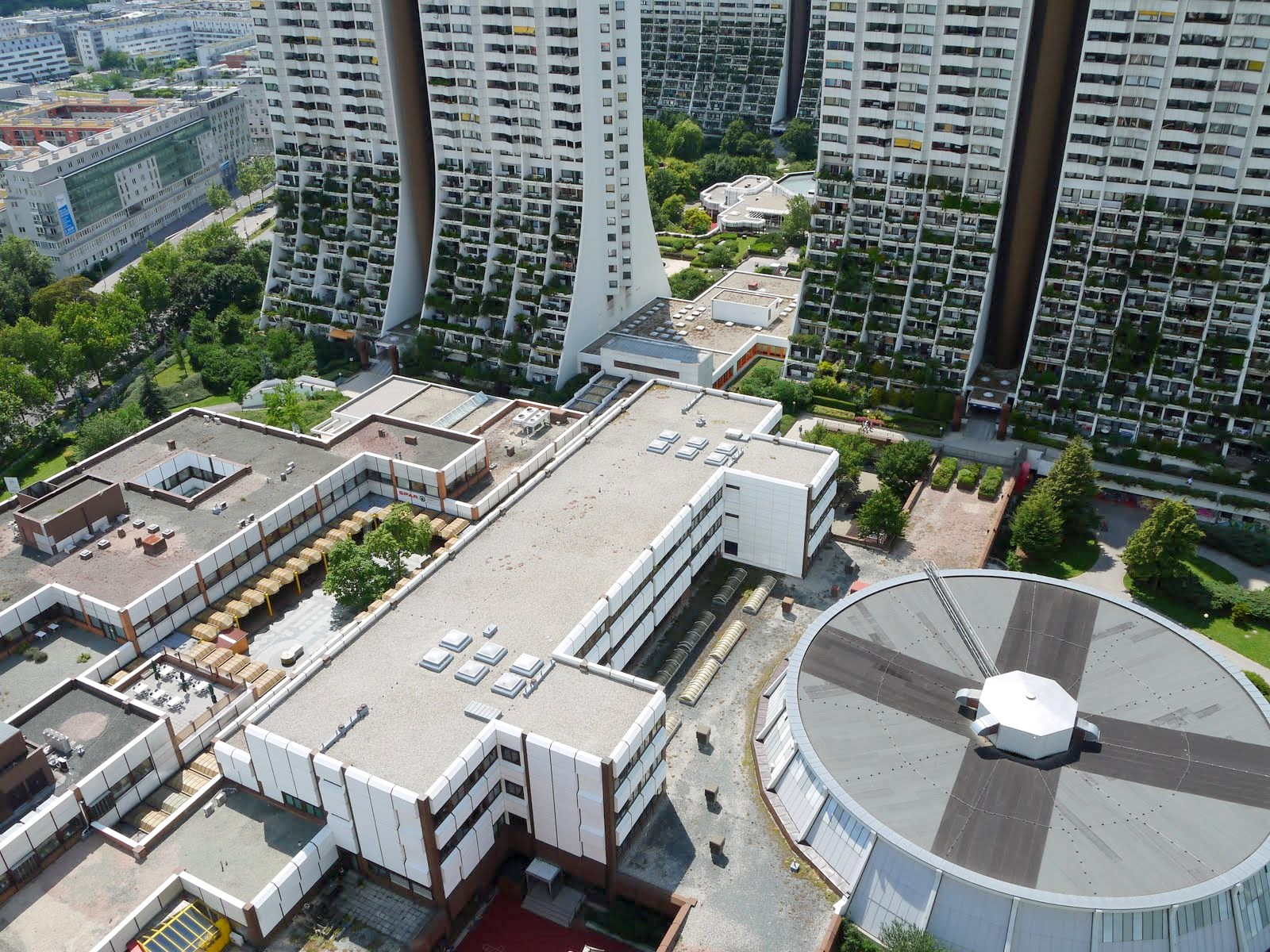
Der Kaufpark als Verbindungsachse und die Rundturnhalle
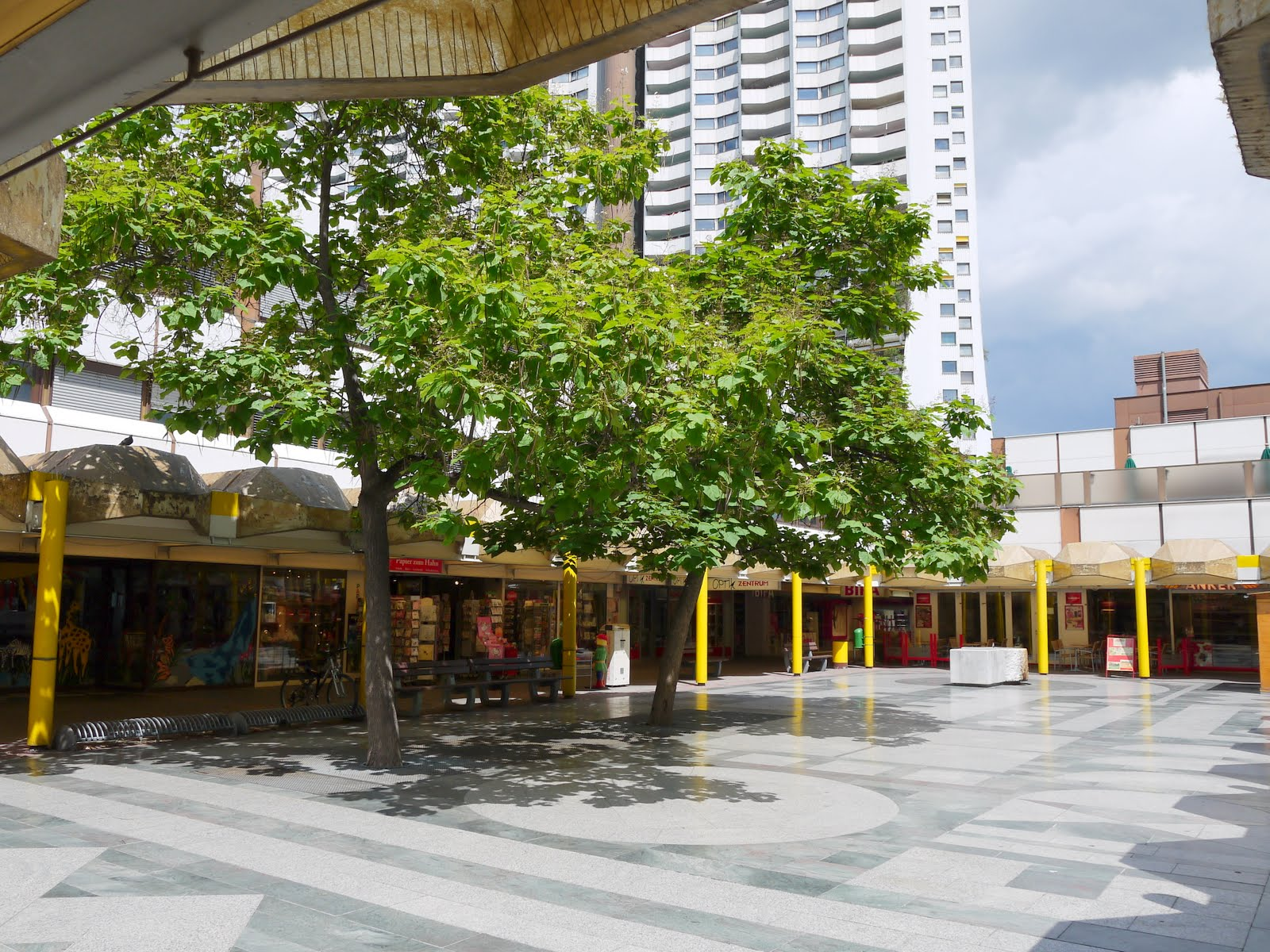
Kaufpark Forum
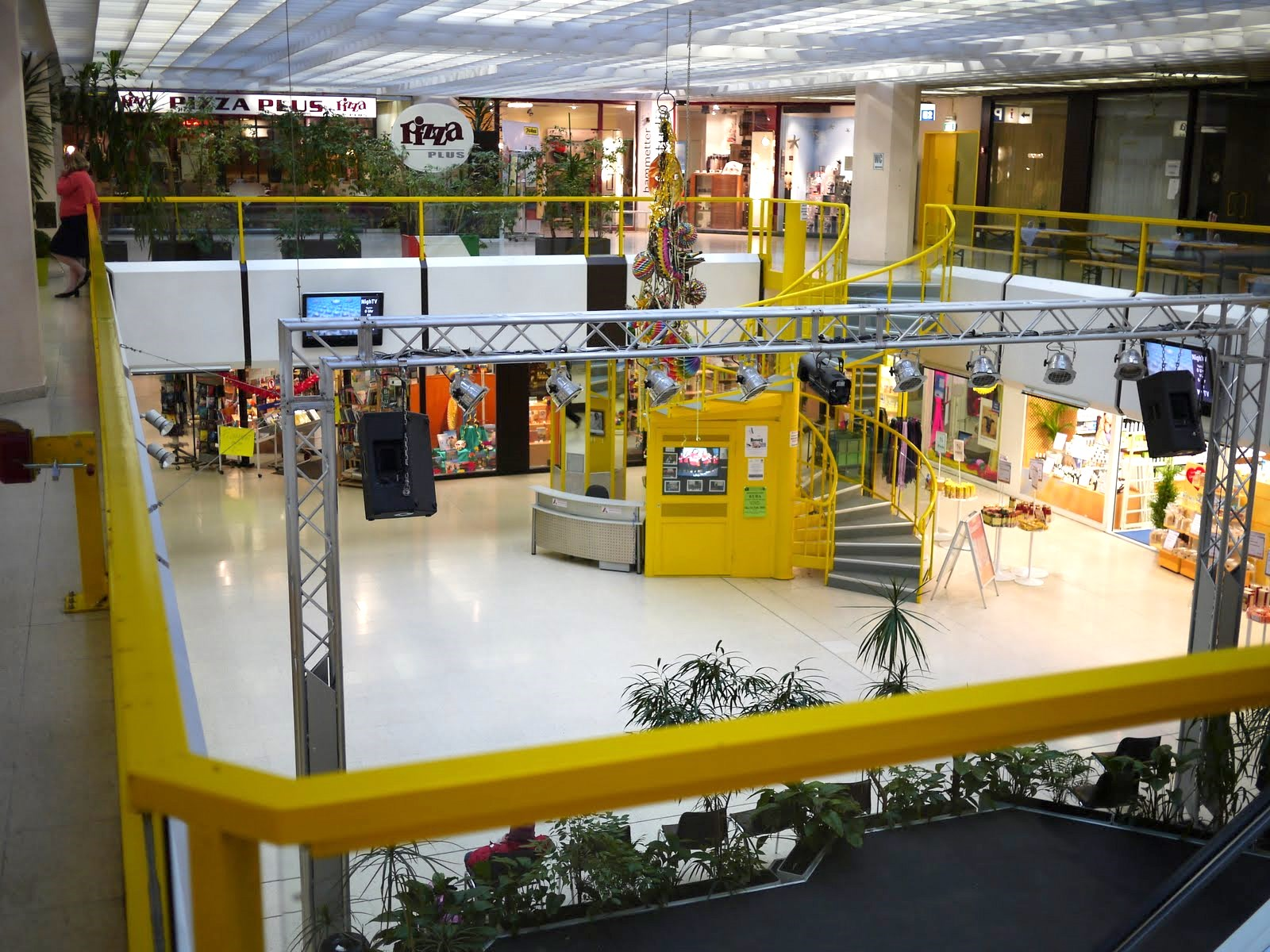
Überdachter Bereich des Kaufparks
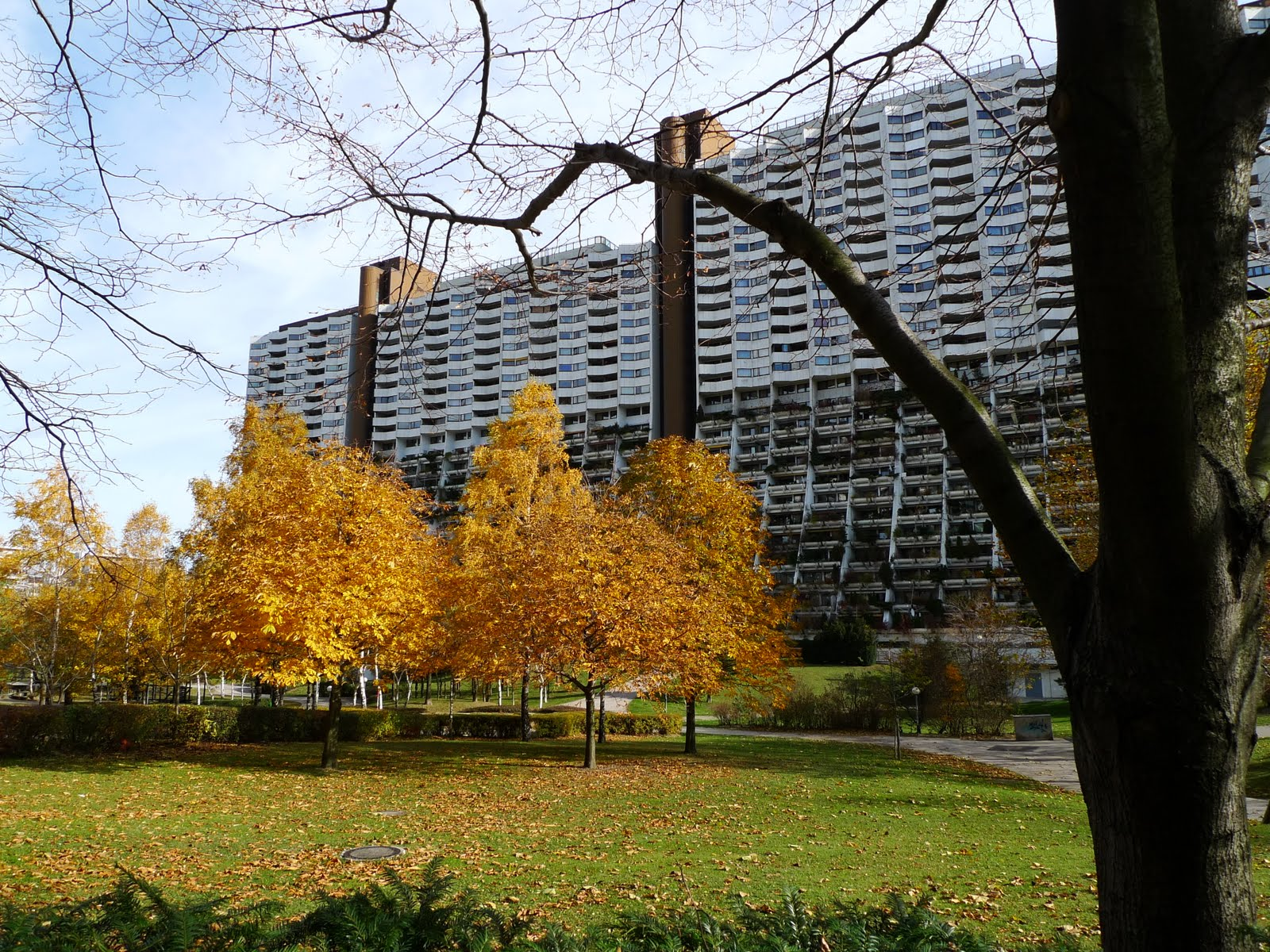
Grünflächen
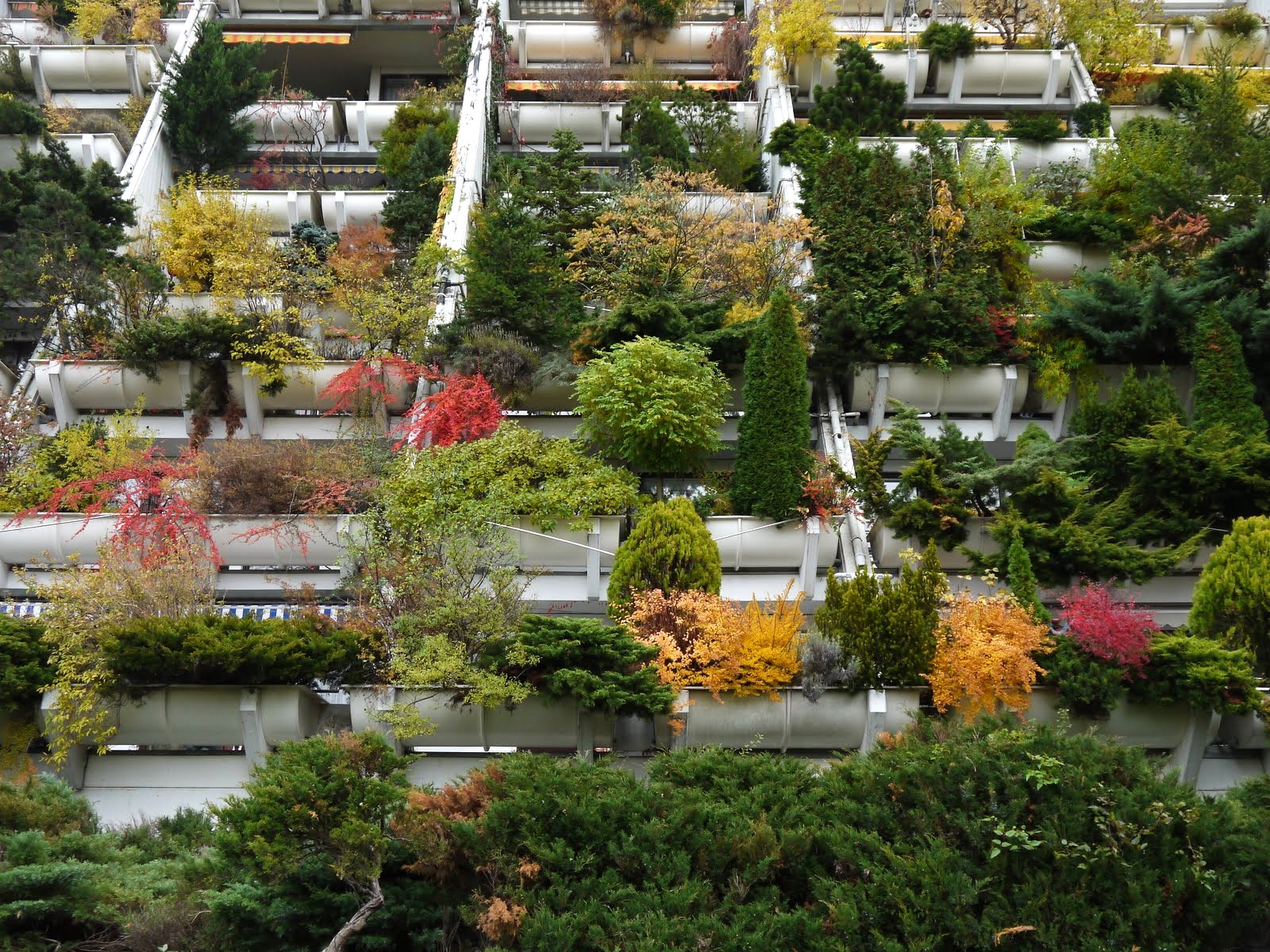
Balkongärten
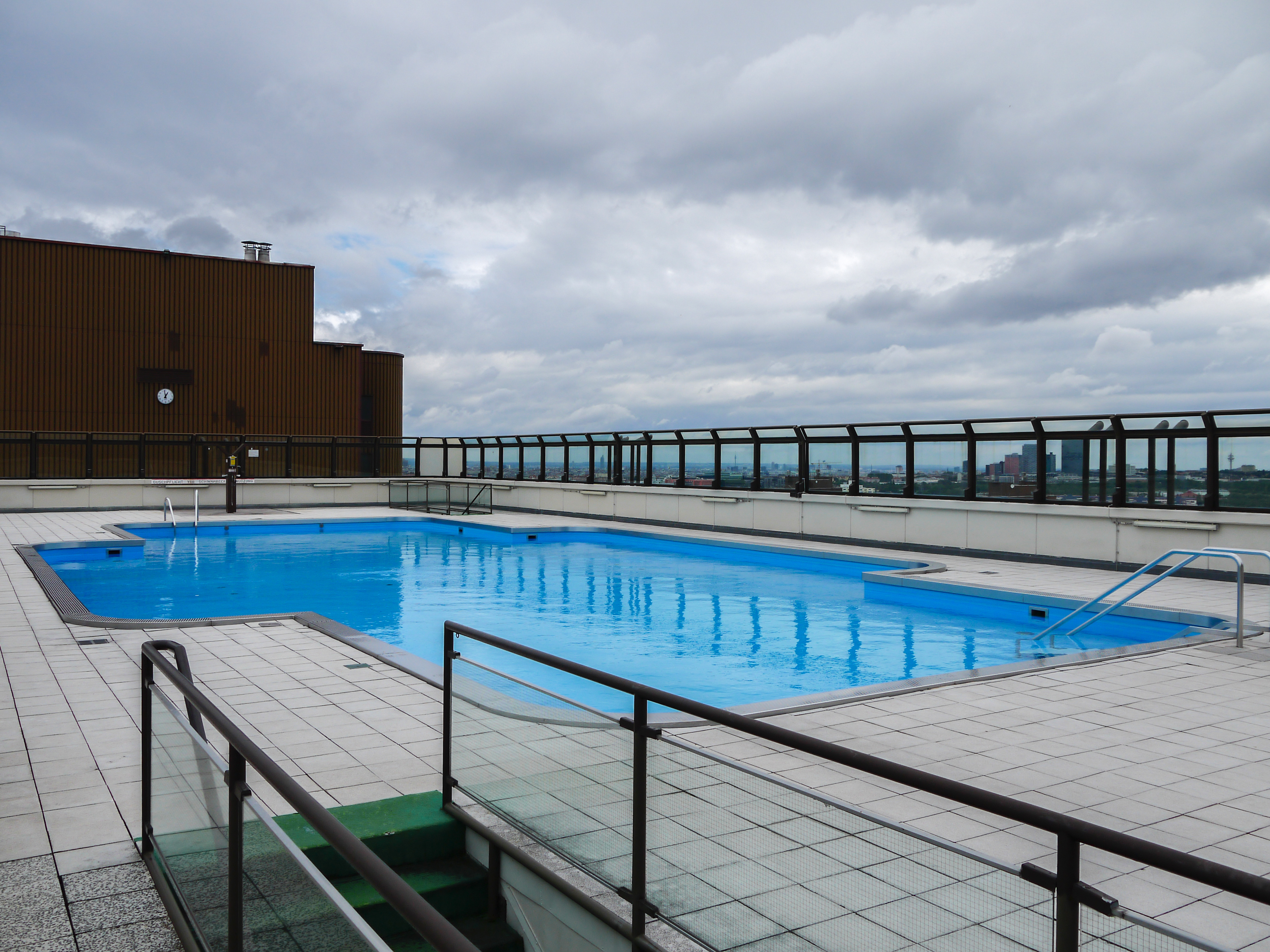
Schwimmbad auf dem Dach
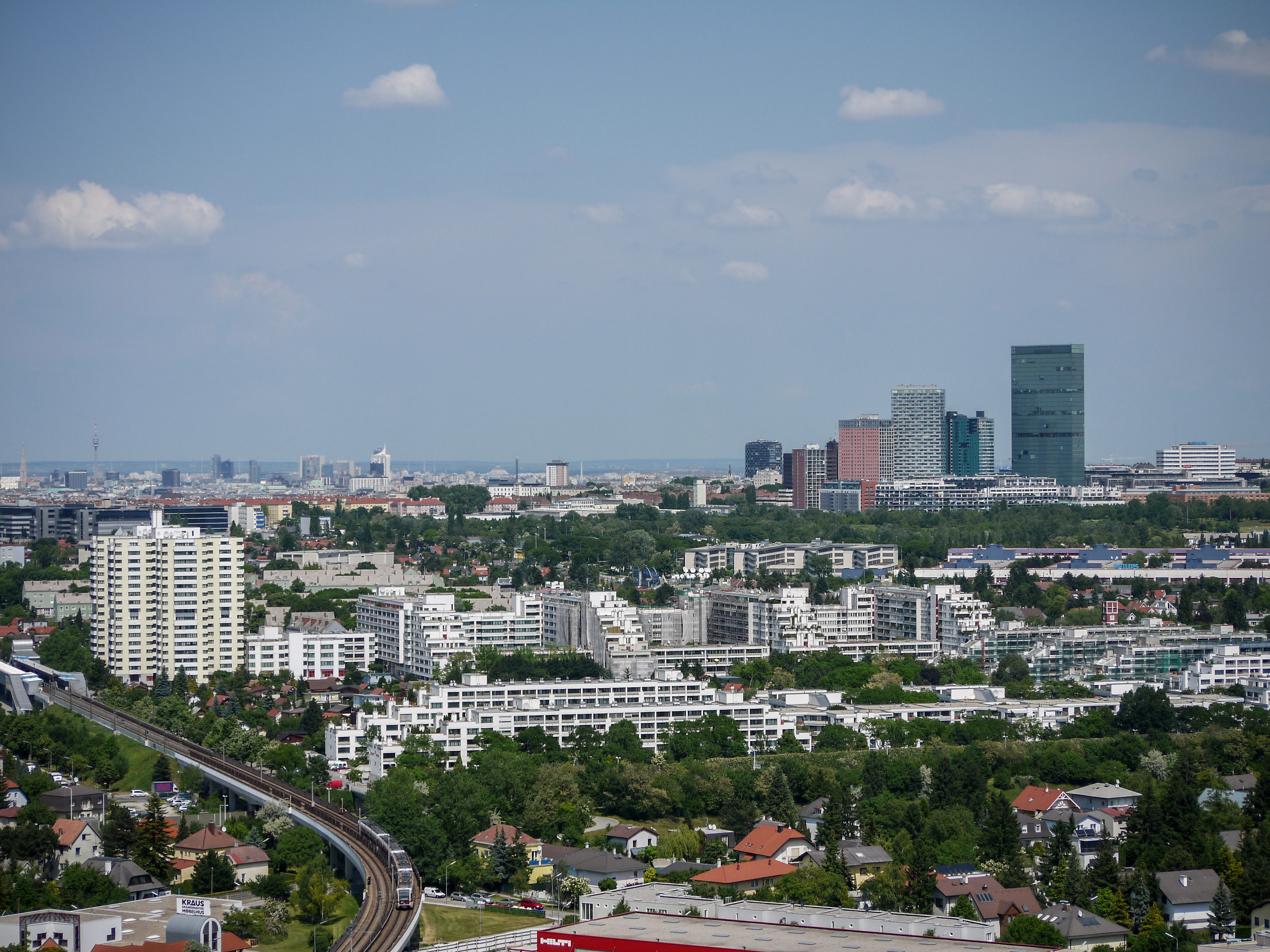
Blick vom Dach auf Wien
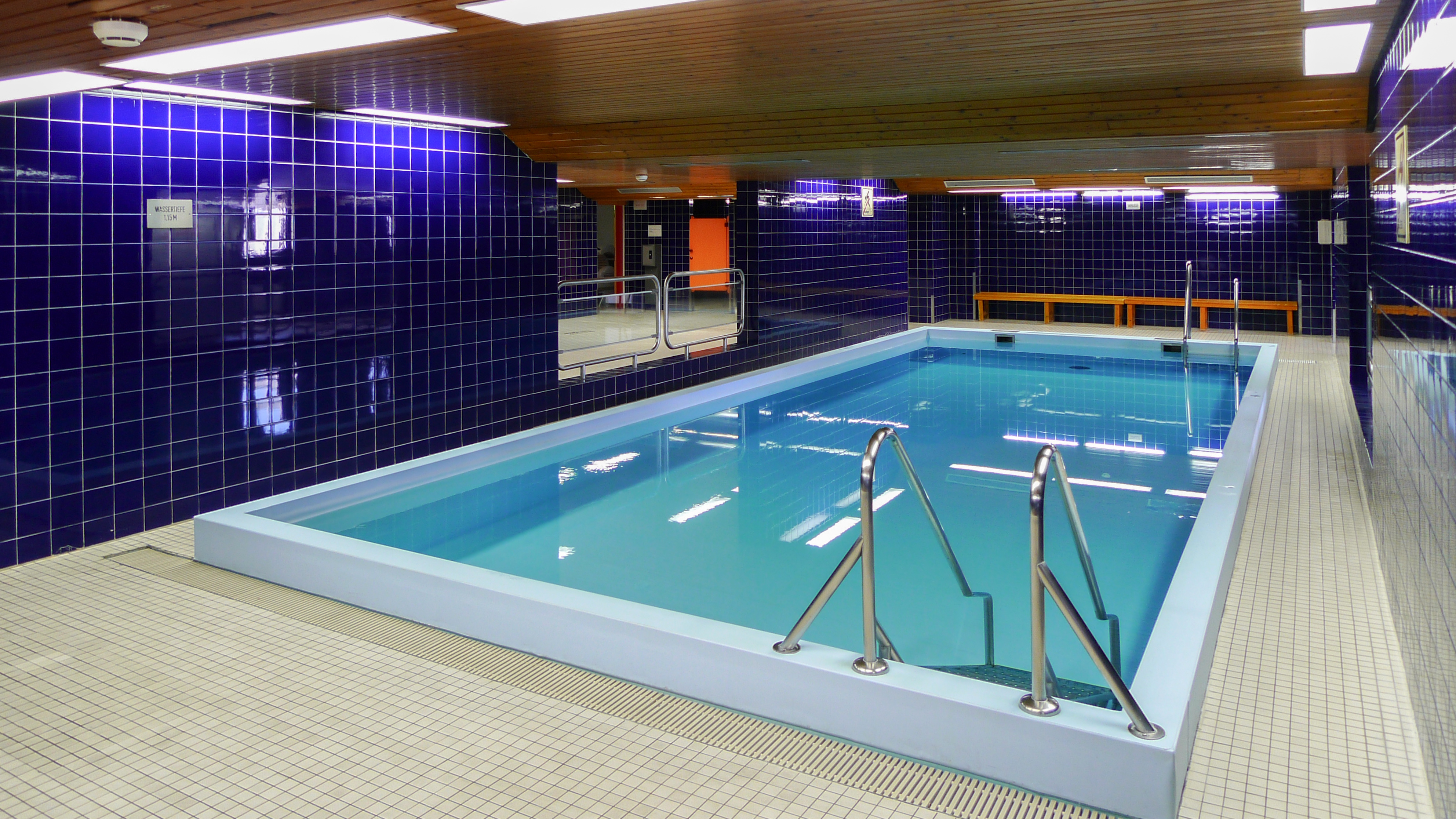
Schwimmbad im Bauch
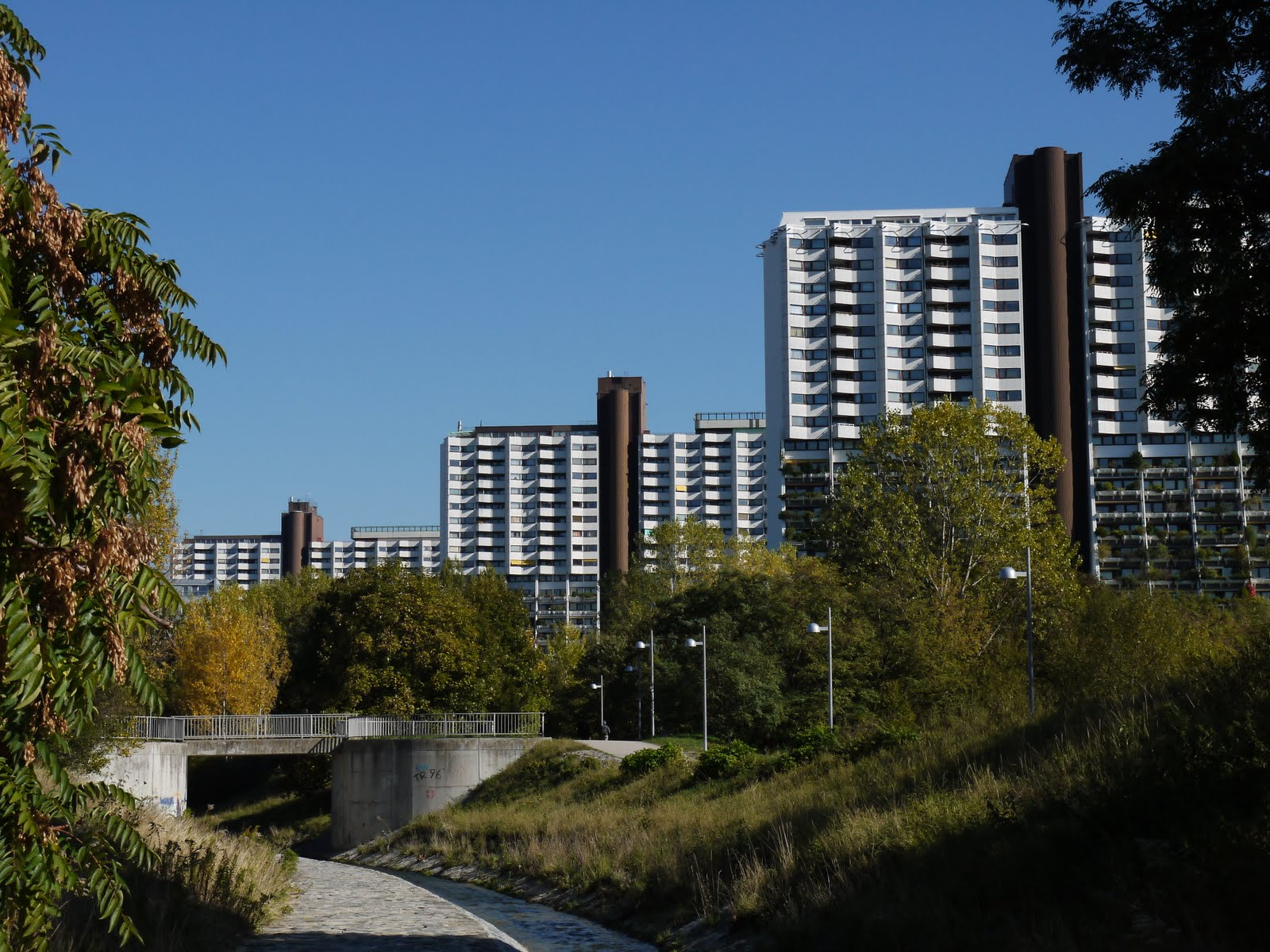
Naherholung an der Liesing
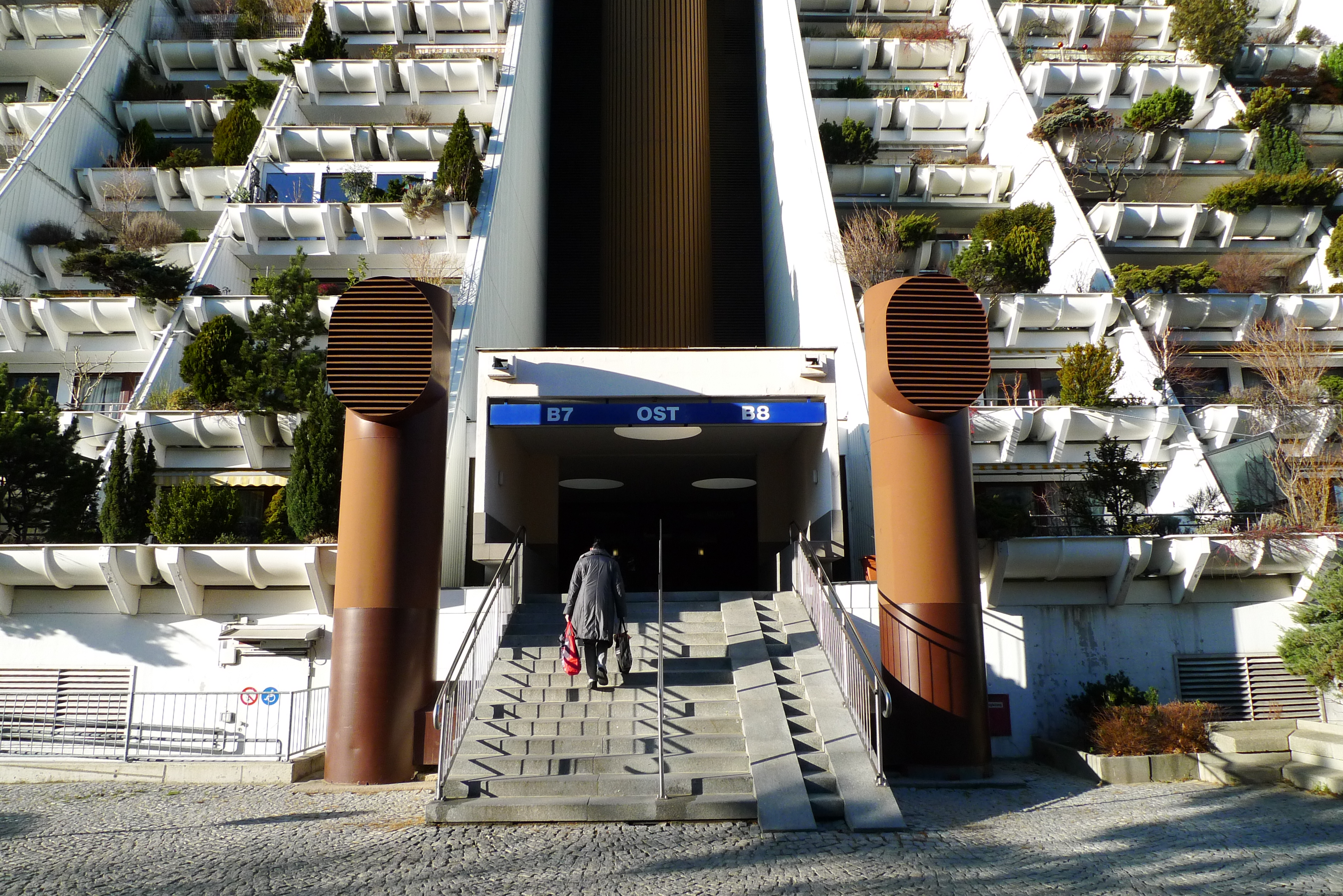
Einer der Eingangsbereiche
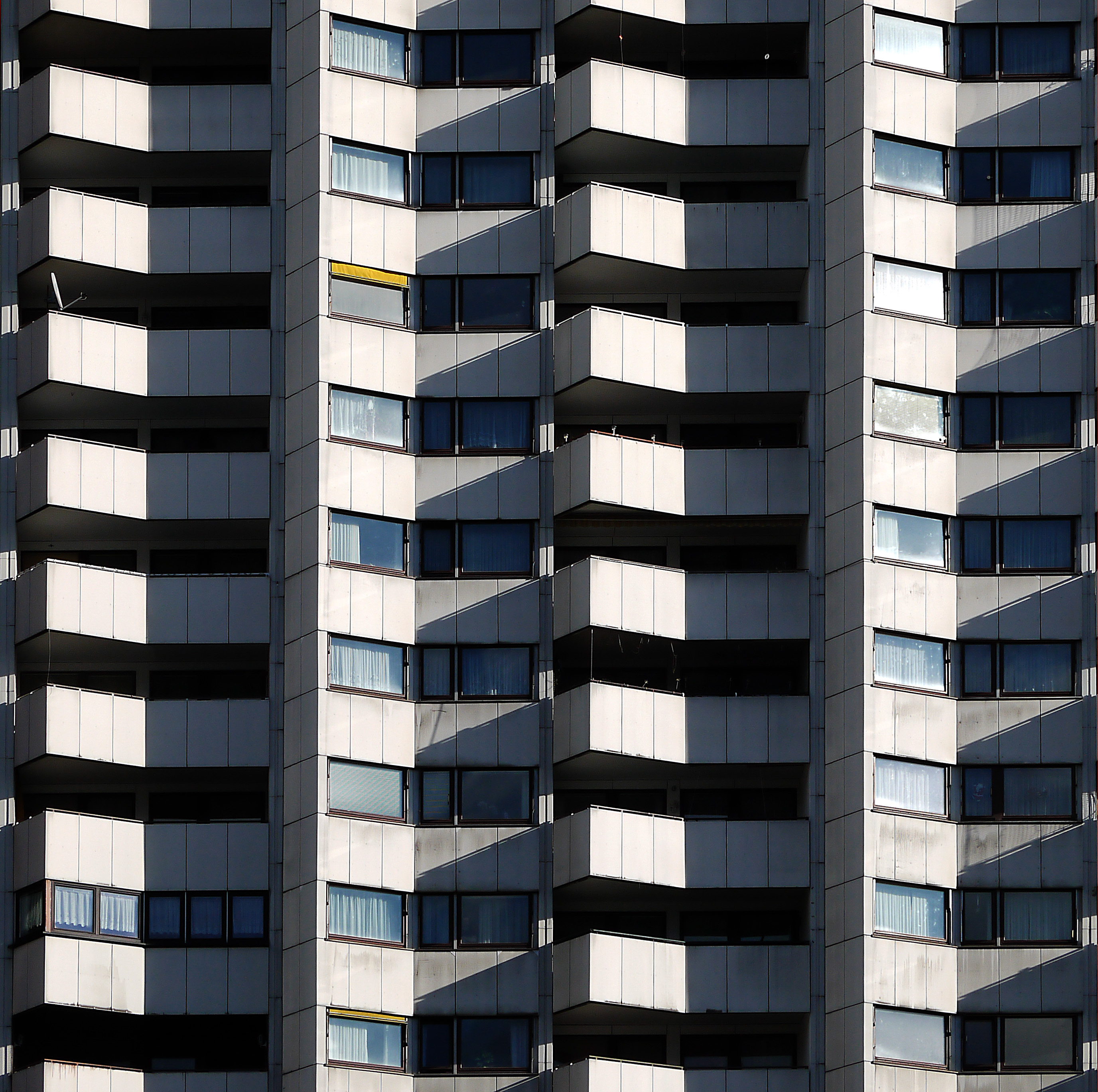
Nord-Süd Fernsicht und große Fensterbänder
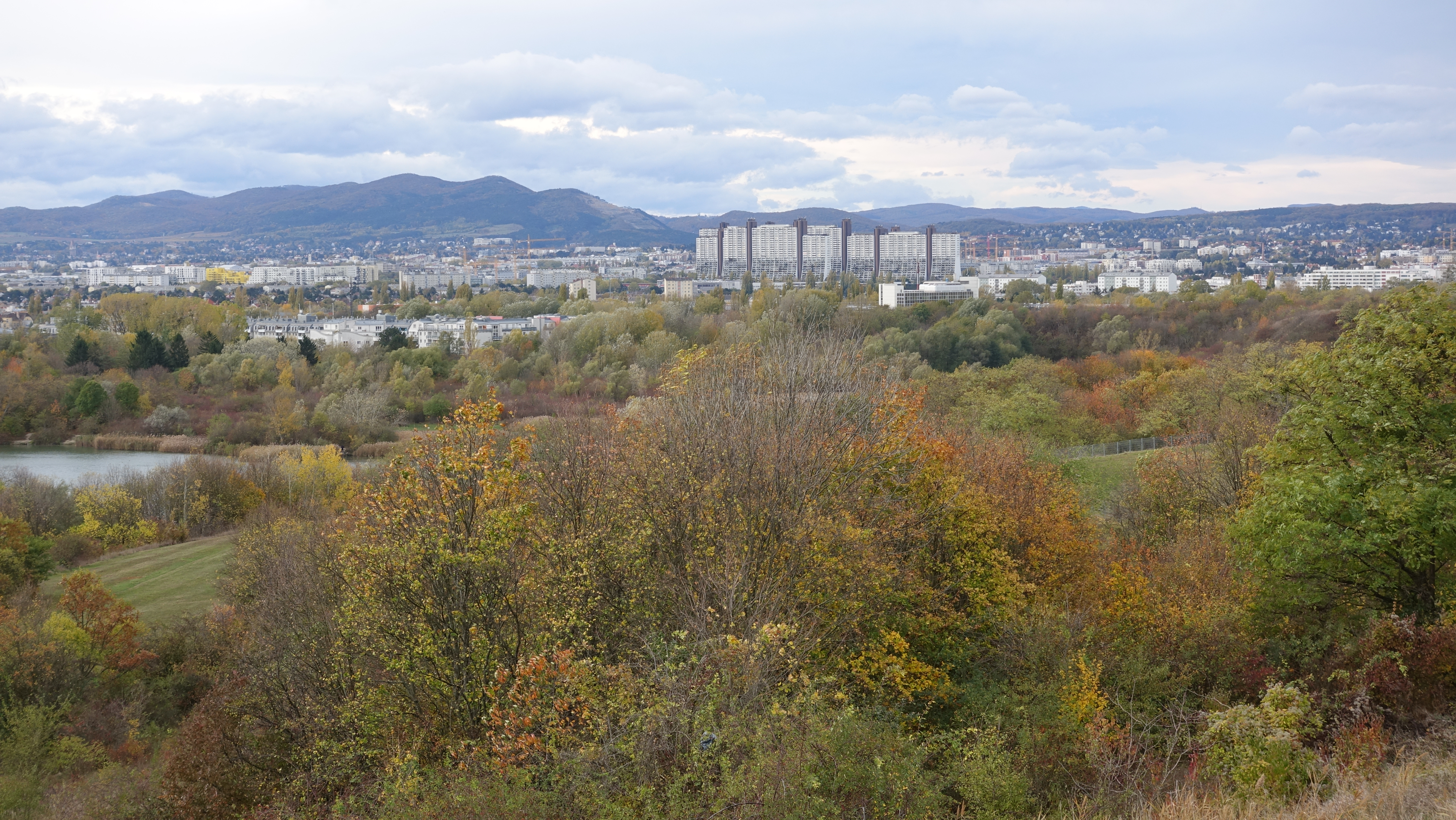
Blick vom Wienerberg auf Alterlaa

## Kunst und Kultur
In den Foyers befinden sich je zwei Bilder von namhaften zeitgenössischen Künstlern. Die Künstler in den Blöcken B und C wurden von den Bewohnern gewählt.
| Block | Künstler            |
| ----- | ------------------- |
| A1/A2 | Alfred Hrdlicka     |
| A3/A4 | Georg Eisler        |
| A5/A6 | Fritz Martinz       |
| A7/A8 | Adolf Frohner       |
| B1/B2 | Peter Atanasov      |
| B3/B4 | Wolfgang Hollegha   |
| B5/B6 | Robert Zeppel-Sperl |
| B7/B8 | Peter Pongratz      |
| C1/C2 | Karl Korab          |
| C3/C4 | Linde Waber         |
| C5/C6 | Hans Staudacher     |
| C7/C8 | Franz Zadrazil      |

### Audio
- Die Wiener Band Wanda veröffentlichte im Juni 2021 eine Single namens „Die Sterne von Alterlaa“.

### Filme
- Im Film Sternberg - Shooting Star von Niki List mit Andreas Vitásek aus dem Jahr 1988 wurden einige Aufnahmen in Alterlaa gedreht.
- In der Serie Medicopter 117 (Staffel 1, Folge 3 Kurzschluss) von 1998 sind einige Szenen im Kaufpark sowie eine Luftaufnahme auf die noch unverbaute Gegend rund um Alterlaa zu sehen.
- Teile des Romans und des Films Komm, süßer Tod (1998/2000) spielen in Alterlaa.
- Im Film Weiße Lilien von Christian Frosch (2007) spielt der Komplex eine tragende Rolle.[5]
- Einige Szenen von Tatort: Die Kunst des Krieges (2016) wurden in der Wohnanlage Alterlaa gedreht.
- 27 Storeys (2023) ist ein Dokumentarfilm über die Wohnanlage Alterlaa, der beim Filmfestival Max Ophüls Preis 2023 Premiere hatte und in der Kategorie "Bester Dokumentarfilm" nominiert war. Die Regisseurin Bianca Gleissinger ist in der Wohnanlage aufgewachsen und selbst im Film zu sehen.[6][7]

## Kontroversen
Grundsätzlich als „modernste Anlage Österreichs“ beworben, kam es dennoch immer wieder zu Kontroversen. So bemängelte z. B. Friedrich Achleitner vor allem die Mittelflurerschließung, die sowohl einen unsicheren Raum darstellt, der zudem der ständigen Beleuchtung bedarf, sowie das Querlüften unmöglich macht. Gemäß Harry Glück ist die Mittelflurerschließung allerdings notwendig, um die für die Pools am Dach nötige Gebäudebreite zu erreichen und erspart zudem Geld, das für die Errichtung der allgemeinen Einrichtungen wieder bereitsteht. Eine Abluftanlage soll die Lüftung unterstützen. Aufgrund der vergleichsweise geringen Außenfläche wird zudem eine sehr gute Energieeffizienz erreicht. Vandalismus- und Sicherheitsprobleme waren vor Einbau einer zentralen RFID-Schlüsselanlage durchaus ein Thema.
Weiterer Angriffspunkt war die Frage zur generellen Wohntauglichkeit von Hochhäusern. Vor allem Roland Rainer vertrat die Ansicht, dass lediglich das Einfamilienhaus in der Lage sei, die Bedürfnisse des Menschen ideal zu erfüllen. Er verwies dabei auf Schwierigkeiten, sich in Hochhäusern zurechtzufinden und an der Tür die richtige Klingel zu finden. Unter seiner Schirmherrschaft wurde im ORF 1978 eine Sendung „die veruntreute Landschaft“ ausgestrahlt, auch sein damaliger Angestellter Gustav Peichl veröffentlichte ein Buch unter diesem Titel. Eine Sendung des Bayerischen Fernsehens mit dem Ziel einer Hochhausbeschimpfung hatte das unerwartete Ergebnis, dass sich die Bewohner sehr zufrieden gaben. In einer sozialwissenschaftlichen Studie aus dem Jahre 2004 zur Wohnzufriedenheit veröffentlicht von der Stadt Wien ging der Wohnpark als Sieger hervor.
Aufgrund der Diskussion um Fallwinde wurden Windkanal-Tests durchgeführt, die Windstärken erweisen sich als beträchtlich.

## Wohnparkkirche

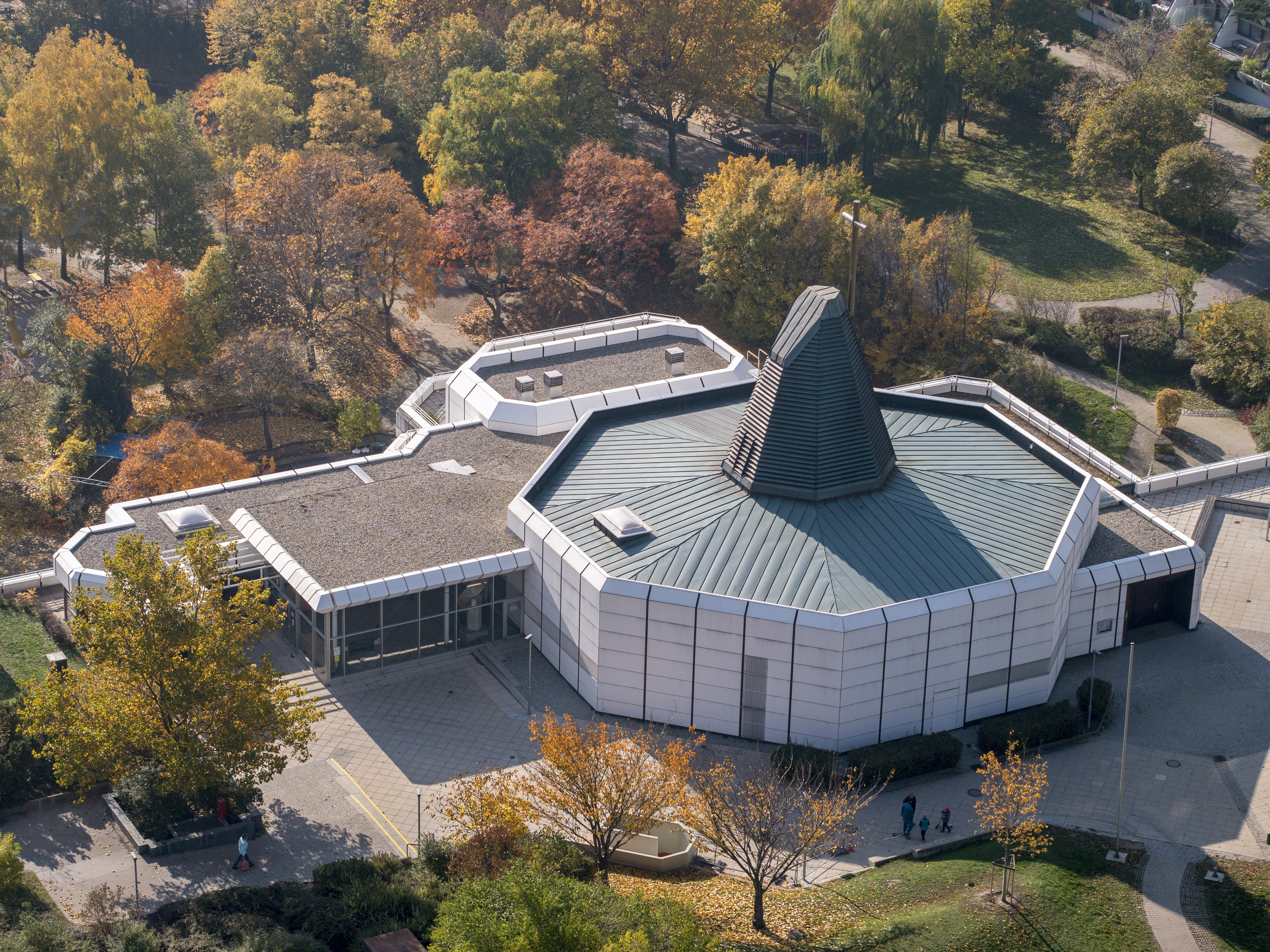
Wohnparkkirche Alt-Erlaa

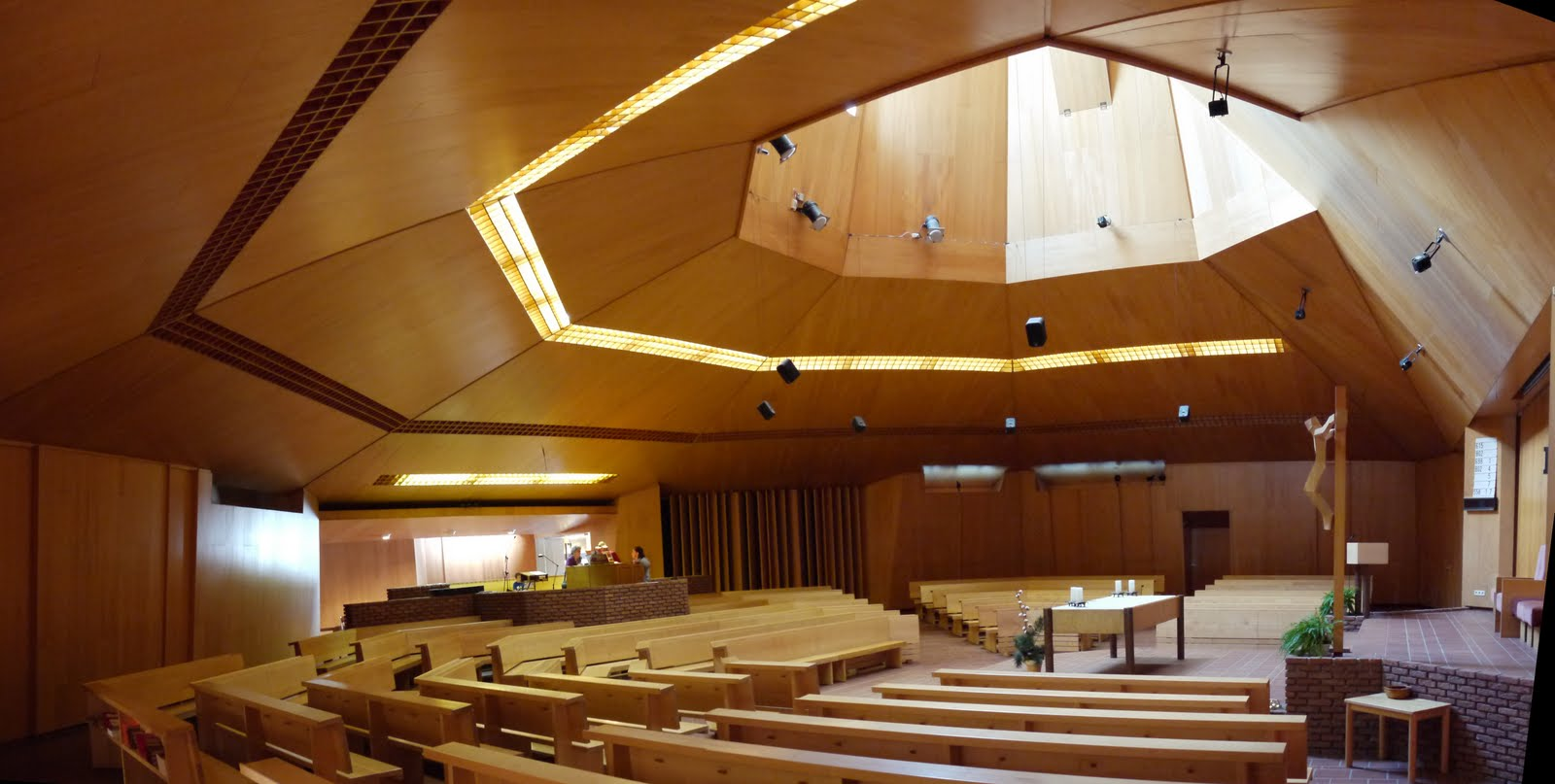
Innenansicht der Wohnparkkirche

Die Wohnparkkirche Alt-Erlaa ist ein römisch-katholisches Kirchengebäude, das sich freistehend zwischen den Wohnblöcken B und C befindet. Errichtet wurde die Maria, Mutter der Kirche, geweihte Kirche in den Jahren 1983/84, als die Wohngebäude des Wohnparks bereits fertiggestellt waren. Der Architekt war Thomas Reinthaller, der auch an der Planung der Wohngebäude beteiligt gewesen war. Die Wohnparkkirche hat die Form eines Oktogons, das besonders im Frühmittelalter bei Kirchengebäuden beliebt war. Ihr Innenraum ist mit Holz verkleidet. Zu ihrer Ausstattung gehören ein oktogonaler Tabernakel und ein Ambo von Günther Kraus, ein Kruzifix aus Holz von Oskar Höfinger sowie eine Marienikone aus dem 18. Jahrhundert. 1989 wurde die Wohnparkkirche zur Pfarrkirche im Stadtdekanat 23 erhoben.
Mit 1. April 2023 wurde diese Pfarre Wohnpark Alterlaa mit ihren kirchenrechtlichen Teilen (Pfarre, Pfarrkirche und Pfarrpfründe) aufgehoben und mit der bisherigen Pfarre Neuerlaa zusammengelegt. Die neue Pfarre erhielt den Namen Pfarre Hl. Johannes XXIII. Die bis dahin eigenständige Pfarre im Wohnpark wurde eine Teilgemeinde dieser Pfarre.